# Stanisław Adam Miączyński
Stanisław Adam Miączyński herbu Suchekomnaty (ur. 24 grudnia 1780 roku w Warszawie, zm. 12 kwietnia 1845 roku w Berlinie) – syn Kajetana Adama Miączyńskiego i Teresy Rafałowiczówny, znanych z wystawnego trybu życia. Wcześniej służył w armii napoleońskiej, gdzie dosłużył się stopnia porucznika.

## Życiorys
Stanisław urodził się 24 grudnia 1780 w Warszawie jako najstarszy syn Kajetana i Teresy Miączyńskich jako młodzian wstąpił do wojsk Napoleona. W 1808 r. otrzymał stopień kapitana i został przeniesiony do Sztabu Głównego (Jeneralskiego) Armii Polskiej Księstwa Warszawskiego. W 1809 r., po zakończeniu działań wojennych, został mianowany podpułkownikiem jako generał-adiutant księcia Józefa Poniatowskiego. Po awansie 1 stycznia 1810 r. został odznaczony orderem virtuti militari patentem datowanym z Warszawy podpisanym przez księcia Józefa Poniatowskiego jako ministra wojny.
Mayer Bernhard, kupiec i fabrykant żydowski z Frankfurtu nad Odrą odstąpił dług generała Fryderyka Ludwika, księcia von Hohenlohe-Ingelfingen na dobrach Wieniec w wysokości 67 tys. talarów Miączyńskiemu. Ten chciał odzyskać pieniądze i musiał dochodzić przed Trybunałem Cywilnym Pierwszej Instancji Województwa Mazowieckiego w Warszawie. Majątek Wieńca został w 1822 r. postanowieniem sądu skonfiskowany przez komornika, a dwa lata później wystawiony na publiczną licytację, w wyniku czego hrabia Stanisław Miączyński kupił majątki za 271 000 zł.
Po klęsce wielkiej armii Napoleona płk. Stanisław Miączyński powrócił na swoje majątki na Kujawach i osiadł w Wieńcu, gdzie wybudował nowy drewniany dwór otoczony ogrodem angielskim oraz nowoczesny folwark z masywną ceglaną zabudową.

## Małżeństwo i potomkowie
17 sierpnia 1810 ożenił się z Michaliną Zofią Ostroróg-Prusimska z Kolna h. Nałęcz i miał z nią czterech synów:
- Aleksander Adam Stanisław Miączyński (1810-1869) – oficer Powstania Listopadowego (1830-1831), student Uniwersytetu Warszawskiego (1828)
- Włodzimierz Miączyński (1811-1879) – członek okręg pyzdrski Tow. Rolniczego (1861)
- Mieczysław hr. Miączyński (1818-1887) – członek okręg włocławski Tow. Rolniczego (1861)
- Witold Michał hr. Miączyński (1823-1880) – członek okręg lipnoski Tow. Rolniczego (1861)

1. https://www.sejm-wielki.pl/b/4.285.278
2. https://brzesckujawski.pl/wieniec-zarys-dziejow.html
3. http://dir.icm.edu.pl/pl/Slownik_geograficzny/Tom_XIII/372